# Blue Ruin
Blue Ruin es una película estadounidense dirigida por Jeremy Saulnier. La película tuvo su estreno mundial en el Festival de Cine de Cannes el 17 de mayo de 2013, en el que ganó el Premio FIPRESCI.

## Sinopsis
Dwight es un vagabundo de vida tranquila, un treintañero sin techo que vive en su coche, un destartalado Pontiac azul. Deambula por la ciudad y sobrevive recogiendo botellas en la playa, hasta que un día su rutina se trastorna al enterarse de una terrible noticia. Esto le lleva a tomar una decisión descabellada y a volver a la casa de su infancia para llevar a cabo una extraña venganza.

## Reparto
- Macon Blair como Dwight Evans.
- Devin Ratray como Ben Gaffney.
- Amy Hargreaves como Sam Evans.
- Kevin Kolack como Teddy Cleland.
- Eve Plumb como Kris Cleland.
- David W. Thompson como William.
- Brent Werzner como Carl Cleland.
- Stacy Roca como Esperanza Cleland.
- Sidne Anderson como Oficial de Eddy.

## Recepción

### Taquilla
Blue Ruin en 7 salas de cine en Estados Unidos ganó 32.608 dólares en su primer fin de semana con un promedio de $ 4.658 mil por el teatro y el puesto nº 52 en la taquilla. La película finalmente ganó 258.384 dólares en el país y 719,241 dólares a nivel internacional por un total de $ 977.625. La película entonces se le dio un VOD lanzada el 25 de abril de 2014. seguido de una liberación de vídeo doméstico el 22 de julio de 2014.